# Tokiwa-jinja
Tokiwa-jinja (常磐神社) är en shintohelgedom i Mito, Ibaraki prefektur, Japan. 

## Dyrkadekami
- Takayuzuruumashimichine no Mikoto (Tokugawa Mitsukuni)
- Oshitakeokuninomitate no Mikoto (Tokugawa Nariaki)

En festival hålls varje år här till minne av den japanska flaggans inrättande, vilket Tokugawa Nariaki var ansvarig för.

## Historia
År 1868 uppfördes en förfädershelgedom i Kairakuen (en park i staden Mito) dedikerad till Tokugawa Mitsukuni och Tokugawa Nariaki. I mars 1873 fick helgedomen namnet "Tokiwa-jinja", och i oktober samma år tilldelades de dyrkade förfäderna gudanamn genom kejserligt dekret. År 1874 uppfördes den nuvarande huvudbyggnaden, och 1882 fick helgedomen officiellt stöd av kejsarfamiljen.